# Liste der Monuments historiques in Vannes-le-Châtel
Die Liste der Monuments historiques in Vannes-le-Châtel führt die Monuments historiques in der französischen Gemeinde Vannes-le-Châtel auf.

## Liste der Objekte
| Bezeichnung                                    | Beschreibung                                         | Standort                             | Kennzeichnung | Schutzstatus | Datum | Bild |
| ---------------------------------------------- | ---------------------------------------------------- | ------------------------------------ | ------------- | ------------ | ----- | ---- |
| Skulptur Heilige Katharina                     | Stein, Mitte des 16. Jahrhunderts                    | außen an der Kirche St-Martin (Lage) | PM54001940    | Inscrit      | 1982  |      |
| Skulptur Heilige Margaretha                    | Stein, Mitte des 16. Jahrhunderts                    | außen an der Kirche St-Martin (Lage) | PM54001939    | Inscrit      | 1982  |      |
| Skulptur Heiliger Eliphius                     | Holz, farbig gefasst, Anfang des 19. Jahrhunderts    | in der Kirche St-Martin (Lage)       | PM54000943    | Classé       | 1982  |      |
| Kruzifix                                       | Holz, farbig gefasst, 18. Jahrhundert                | in der Kirche St-Martin (Lage)       | PM54001938    | Inscrit      | 1981  |      |
| Gemälde Der heilige Martin teilt seinen Mantel | Ölfarbe auf Leinwand, um 1835                        | in der Kirche St-Martin (Lage)       | PM54000944    | Classé       | 1982  |      |
| Grabdenkmäler der Familie Ligneville           | Stein, bemalt und vergoldet, 16. und 17. Jahrhundert | in der Kirche St-Martin (Lage)       | PM54001941    | Inscrit      | 1994  |      |